# Jonathan Stockhammer
Jonathan Stockhammer (* 21. Dezember 1969 in Hollywood, Kalifornien) ist ein amerikanisch-deutscher Dirigent.

## Leben
Stockhammer studierte zunächst Sinologie und Politologie, später Komposition und Dirigieren an der University of California sowie an der University of Southern California in Los Angeles. Er war Fellow an der Accademia Musicale Chigiana (1995/96) sowie am Tanglewood Music Center (1999).
Nach Abschluss seiner Studien zog Stockhammer 1998 nach Deutschland. Im symphonischen Bereich dirigiert er zahlreiche der Radiosinfonieorchester wie das SWR Radio-Sinfonieorchester Stuttgart, das WDR Sinfonieorchester Köln, die Deutsche Radio Philharmonie Saarbrücken Kaiserslautern, das Orchestre Philharmonique de Radio France, das Orchestre National de France, das Sydney Symphony Orchestra oder auch die Deutsche Kammerphilharmonie.
Im Bereich Oper leitet er seit 1998 regelmäßig Produktionen u. a. an der Oper Lyon. 2013 gab er mit Thomas Adès’ Powder Her Face sein Debüt an der New York City Opera. Im Bereich der Neuen Musik verbindet Stockhammer eine enge Zusammenarbeit mit dem Ensemble Modern, der MusikFabrik und als Conductor in Residence mit dem Collegium Novum Zürich (seit 2013/14).
Er gastiert bei den Festivals für Neue Musik wie den Donaueschinger Musiktagen, Ultraschall Berlin oder der Biennale in Venedig ebenso wie bei den Schwetzinger SWR Festspielen und den Salzburger Festspielen.
Regelmäßig arbeitet Stockhammer in Produktionen, die sich den gängigen Kategorisierungen entziehen, so arbeitet er mit dem Jazzduo Chick Corea und Gary Burton, dem Schlagzeuger Peter Erskine, den Pet Shop Boys (Battleship Potemkin) oder dem schwedischen Saxophonisten und Komponisten Mats Gustafsson. Im März 2025 leitete er eine Barrie-Kosky-Neuinszenierung des Akhnaten an der Komischen Oper Berlin im Ausweichquartier Schiller Theater.

## Diskografie
- Thierry Pécou: Symphonie du Jaguar, Vague de Pierre. Harmonia Mundi. (2010) (Diapason d’or und Grand Prix du Disque / Académie Charles Cros, 2010)
- Wolfgang Rihm: 1. Symphonie, 2. Symphonie, Nachtwach, Vers une symphonie fleuve III, Raumage. Hänssler-Verlag. (2008)
- Chick Corea & Gary Burton: The New Chrystal Silence. Concord/Universal Music Group. (2007) (Grammy 2009)
- Pascal Dusapin: Faustus, the last night. (2007) (Victoires de la Musique 2007, Choc – Le Monde de la musique, Prix François Reichenbach)
- Marcus Hechtle: Screen, Sätze mit Pausen, Klage, Blinder Fleck, Still. (2007)
- Enno Poppe: Interzone. Kairos. (2006)
- Neil Tennant/Chris Lowe: The Battleship Potemkin. Parlophone. (2005)
- Frank Zappa: Greggery Peccary and other Persuasions. Rca Red Seal (Sony Music).(2003) (Echo Klassik 2004)
- Ensemble Modern: Mit Werken aus dem Nachwuchsforum der Gesellschaft für Neue Musik. WERGO/Schott Music. (2001)

## Auszeichnungen
- Kirill Kondrashin Förderpreis 1996
- Accademia Chigiana Merit Prize 1996
- ECHO Klassik, 2004
- Victoires de la Musique und Choc – Le Monde de la musique, Prix François Reichenbach 2007
- Grammy Award, 2009
- Diapason d’or und Grand Prix du Disque / Académie Charles Cros, 2010